# Matthias Becker (Geodät)
Matthias Becker (* 30. Oktober 1955 in Hanau) ist ein deutscher Geodät.

## Leben
Von 1974 bis 1979 studierte er Geodäsie an der TU Darmstadt. Von 1979 bis 1984 war er wissenschaftlicher Assistent am Institut für Physikalische Geodäsie der TU Darmstadt. Nach der Promotion 1984 zum Dr.-Ing. am Fachbereich Vermessungswesen der TU Darmstadt war er von 1984 bis 1993 Akademischer Rat am Institut für Physikalische Geodäsie der TU Darmstadt. Von 1993 bis 2000 war er wissenschaftlicher Oberrat in der Abteilung Geodäsie des Bundesamtes für Kartographie und Geodäsie in Frankfurt. Von 2000 bis 2004 war er Professor für Allgemeine Geodäsie an der Universität der Bundeswehr München. Seit 2004 ist er Professor für Physikalische Geodäsie und Satellitengeodäsie an der TU Darmstadt.